# Нонантола
Нонантола (итал. Nonantola) —  коммуна в Италии, располагается в регионе Эмилия-Романья, подчиняется административному центру Модена. 
Население составляет 14 022 человека (на 2006 г.), плотность населения составляет 227 чел./км². Занимает площадь 55 км². Почтовый индекс — 41015. Телефонный код — 059.
Покровителем коммуны почитается святой Сильвестр, папа Римский. Праздник ежегодно празднуется 31 декабря.